# Raión de Vorobyovka
El raión de Vorobyovka (ruso: Воробьёвский райо́н) es un distrito administrativo y municipal (raión) ruso perteneciente a la óblast de Vorónezh. Se ubica en el este de la óblast. Su capital es Vorobyovka.
En 2021, el raión tenía una población de 15 290 habitantes.
El raión es limítrofe al este con la óblast de Volgogrado. Su territorio es completamente rural.

## Subdivisiones
Comprende 29 localidades rurales. Desde 2015, cuando tuvo lugar una fusión de ayuntamientos en el raión, se agrupan en solamente cuatro asentamientos rurales:
- Beriózovka
- Vorobyovka (la capital)
- Nikólskoye 1-e
- Solontsý